# 犀牛岩
犀牛岩（英語：Rhino Rock），是南極洲的岩石，位於帕爾默地東岸，處於里米爾角西南面9公里，海拔高度700米，由美國南極研究隊成員命名，現時由南極條約體系管理。